# Design no Brasil
Design no Brasil se refere à prática empírica das atividades de design no Brasil. O termo “desenho industrial” está em uso corrente no Brasil pelo menos desde 1850, quando a disciplina correspondente a esse nome passou a ser ministrada no curso noturno da Academia Imperial de Belas Artes. Em meados do século XIX, o Brasil estava começando a se modernizar, algumas indústrias estavam se instalando e tornava-se necessária a formação de mão-de-obra capacitada para essas atividades. O que demonstra uma tendência para uma formação mais técnica, além da artística.

## Origens

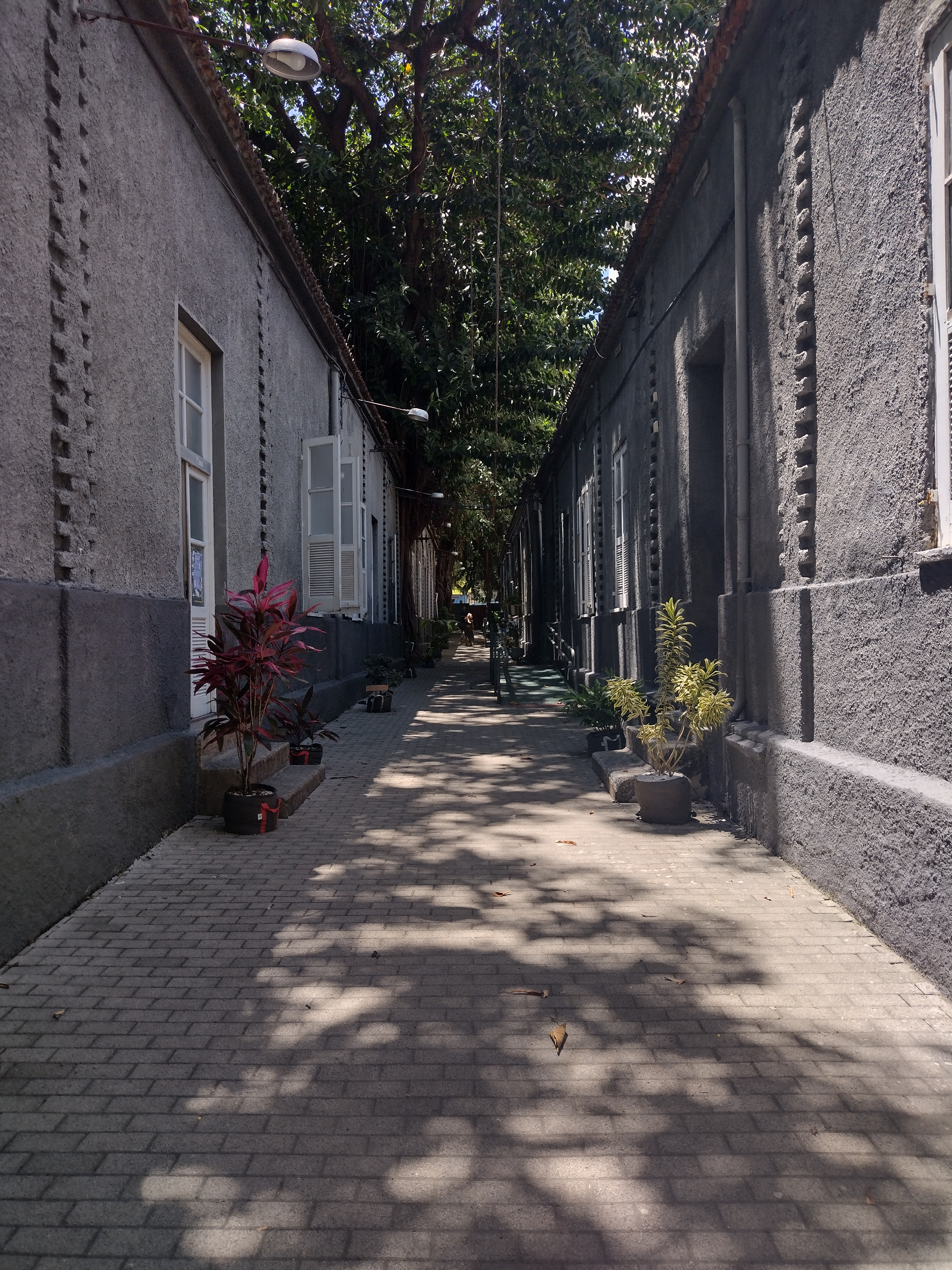
Boulevard da ESDI

Entre 1954 e 1967, a Unilabor, uma fábrica de móveis modernos de São Paulo, também atuou como consolidadora do design no Brasil. Geraldo de Barros, um de seus colaboradores, era o responsável pelo desenho dos móveis. Apesar de não se autodemoninar designer, seu trabalho já configurava a prática de design. Em 1958, o próprio Geraldo de Barros, junto de Rubens Martins, Walter Macedo e Alexandre Wollner fundariam a Forminform, um dos primeiros escritórios voltados para a criação de marcas e design gráfico no Brasil. Diante disso, o design no Brasil tem seu inicio documentado nos anos de 1960, com a abertura de escritórios, busca por criações de marcas com identidades nacionais em conjunto com a industrialização tardia e a criação de escolas que desenvolviam estudos na área.
O Forminform se tornou um importante centro de difusão de conhecimento e também de formação de novos designers. A atuação Wollner na Forniform, junto com o posterior membro do grupo Karl Heinz Bergmiller, levariam a subsequente criação da Escola Superior de Desenho Industrial (ESDI), em 1963, no Rio de Janeiro. Sua inauguração permitiu traçar o estatuto profissional do designer no Brasil e que se tornou um marco histórico neste campo. Nessa época, surge uma consciência do design enquanto conceito, profissão e ideologia. Esta nova perspectiva desenha um design de origem modernista, associado ao processo de institucionalização de vanguardas artísticas históricas, que ocorreu entre 1930 e 1960.
Nesse período, surgiram também os primeiros cursos em faculdades, nos estados de Minas Gerais, Rio de Janeiro e São Paulo, e a primeira associação de profissionais de design — a Associação Brasileira de Desenhistas Industriais (ABDI), que mais tarde é filiada ao Conselho Internacional das Organizações de Design Industrial (ICSID), por recomendação de Misha Black, o arquiteto e designer presidente da ICSID, que visitou o Brasil em maio de 1963, após participação em um seminário na Argentina. Já nas décadas de 1970 e 1980, o estímulo às exportações criou um terreno fértil para a expansão do design no país. A indústria começou a se interessar pelo assunto e surgiram, assim, os primeiros núcleos de apoio à inserção do tema no setor produtivo. O setor de design passou a ser ampliado: multiplicaram os escritórios e departamentos internos voltados para o design nas indústrias. Na mesma época, surgiram projetos de regulamentação da profissão.
A primeira entidade de classe apareceu em 1987 no Rio Grande do Sul, a Associação dos Profissionais em Design do Rio Grande do Sul (APDesign). Ela seria seguida pela Associação dos Designers Gráficos (ADG, 1989), a Associação dos Designers de Produto (ADP) e a Associação Brasileira de Empresas de Design (ABEDesign), ambas de 2003. Em 2009 foi criada a ProDesign.pr - Associação para o Design do Paraná.
Em 1995, por iniciativa do então Ministério da Indústria, do Comércio e do Turismo, foi criado o Programa Brasileiro do Design (PBD) com o objetivo de estabelecer um conjunto de ações indutoras da modernização industrial e tecnológica, por meio da inserção do design no processo produtivo das empresas. A partir de 2000, a percepção da importância e a cultura do design passaram a ser mais disseminados na sociedade em geral.

## Contexto histórico

### Século XIX e XX na Europa
No início do século XIX, estava em curso, na Europa, o processo crescente de desenvolvimento da indústria, ao mesmo tempo em que iniciavam-se os primeiros debates e movimentos de questionamento relacionados ao mundo industrial que surgia. O primeiro movimento de oposição, o Arts & Crafts, surgiu em Londres e foi idealizado e liderado por John Ruskin e William Morris. O Arts & Crafts caracterizou-se fundamentalmente por propor uma divisão da arte em arte pura e arte aplicada. Na mesma época, os objetos industrialmente produzidos eram denominados como arte decorativa e industrial. Sendo assim, pregavam a volta do sistema artesanal como forma de produção e manutenção da autenticidade do produto em série. Tal movimento não ganhou força porque ia contra a demanda por inovação, aumento e diversificação da produção industrial.
Após o Arts & Crafts, o Art Nouveau ascendeu em Glasgow, no final do século XIX, e foi aderido em diversas cidades da Europa. No mesmo período, ocorreram movimentos migratórios da população do campo para as cidades, o que foi determinante para o crescimento dos empregos no setor terciário e o aumento da classe média europeia. O Art Nouveau se desenvolveu em um contexto de descobertas das ciências da biologia, botânica e fisiologia, onde os designers voltados para a natureza passaram a se expressar com formas orgânicas e não cristalinas, sensuais e não intelectuais.
Esse movimento tinha como objetivo a articulação entre arte e indústria, função e forma, utilidade e ornamento. Deste modo, visava integrar arte, lógica industrial e sociedade de massas, porém, sempre questionando alguns princípios básicos da produção em série, como por exemplo, o emprego de materiais baratos e o design de baixa qualidade. O estilo buscava reposicionar a importância da beleza, colocando-a ao alcance de todos, como indicam a arquitetura, o mobiliário, os objetos e ilustrações realizados por profissionais deste movimento.
Os dois movimentos tinham como tema principal a associação entre arte, artesanato e indústria, que viriam a ser os pilares da Bauhaus. Nascida em 1919, em Weimar, a escola de design, artes plásticas e arquitetura de vanguarda influenciou a concepção do que é design em todo o mundo. Seu fundador, Walter Gropius, afirmou que a instituição possuía o objetivo de "[…] restabelecer a harmonia entre as diferentes atividades de arte, entre todas as disciplinas artesanais e artísticas, e torná-las inteiramente solidárias de uma concepção de construir". A proposta pedagógica da escola era a união entre arte e indústria, estética e vida cotidiana, modernidade e funcionalidade, na qual buscava formar profissionais capazes de empreender uma verdadeira mudança social por meio da arte.
Apesar de ter encerrado suas atividades apenas 14 anos depois – por conta da Segunda Guerra Mundial –, a Bauhaus foi um marco cultural para o design que continuou a reverberar com o fim da guerra, onde houve a necessidade de reerguer a identidade nacional alemã. Como consequência, surge a Hochschule fur Gestaltung (Escola Superior da Forma), mais conhecida como Escola de Ulm ou HfG-Ulm. Fundada nos anos 50, buscou rever os ideais da Bauhaus sob a perspectiva da sociedade decididamente industrial do pós-guerra.

### Século XIX e XX no Brasil
Nos anos de formação da indústria nacional, na fase muitas vezes vista como a da indústria manufatureira – ou seja, onde a produção era basicamente manual, a qual é, muitas vezes, confundida com o artesanato –, que se inicia no começo do século XIX, o termo design ou desenho industrial não se aplicava comumente aos planejadores dos produtos e dos objetos gráficos. Até ao final dos anos 1940, a terminologia ficava sempre sobreposta a ideia de artes aplicadas e artes industriais. Neste período, alguns autores apontam Eliseu Visconti como o pai do desenho industrial no Brasil, além de precursor do Art Nouveau no país.
Já no século XX, após a Primeira Guerra Mundial e a fundação da Bauhaus, são lançadas as bases modernas brasileiras da profissão de designer, permitindo um maior desenvolvimento desse setor na sociedade. Tal movimento coincide com os anos em que o modernismo se afirma no Brasil e o crescimento urbano provoca novas necessidades de comunicação. Com a industrialização crescente, também as preocupações com o projeto e a produção em série tornam-se mais constantes.
Já no início na década de 1960, a fundação da Escola Superior de Desenho Industrial (ESDI) no Rio de Janeiro representa a ação do estado que, admitindo a ideia de um design brasileiro, cria condições para a formação superior de profissionais qualificados para atender uma indústria em expansão. A partir do ensino, a ideologia do design brasileiro se estabeleceu, tendo como matriz ideológica o pensamento da Escola de Ulm, que foi o modelo no qual a ESDI se fundamentou para elaborar seu curso de design.

## Pós-guerra, industrialização e consolidação
Em função de seu histórico econômico praticamente limitado apenas à importação de produtos estrangeiros do setor primário – tais como minérios e borracha –, o Brasil possuiu, até a Segunda Guerra Mundial, pouca expansão ou investimento em sua capacidade produtiva. No entanto, a partir de 1930 iniciaram-se – ainda que de maneira não muito planejada –, os primeiros esforços consistentes de se implementar alguma estrutura industrial com o objetivo de eliminar gradativamente o atraso histórico do Brasil em relação aos países industrializados.
O modelo de desenvolvimento adotado baseava-se na ideia de um Estado forte aliado a uma política de substituição de importações. Isso se deu justamente porque as restrições às importações ocorridas durante a Segunda Guerra chamaram a atenção para a vulnerabilidade da economia brasileira. Constatou-se que o “atraso histórico” do Brasil vinha de uma incapacidade da indústria nacional em atender às necessidades de um mercado consumidor em formação.
Nesse contexto, os estudos sobre Teoria Econômica foram estimulados, dada a demanda global de reconstrução das economias. Dentro desses estudos, o conceito de desenvolvimento econômico trata das transformações culturais que ocorrem no processo de desenvolvimento de uma nação. Assim, o Plano de Metas, ferramenta de planejamento do governo de Juscelino Kubitschek, alimentou um processo de industrialização que também contou com a implementação de diversos cursos técnicos e superiores. Seu objetivo era dotar o país de uma infra e superestrutura industrial e modificar sua conjuntura econômica de forma interligada com as questões sociais e políticas.
Então, no discurso inaugural do Museu de Arte Moderna do Rio de Janeiro em 1958, inicialmente pensado para ser um museu-escola, o presidente JK afirma que uma civilização técnico-industrial que não crescesse vinculada a uma intensa atividade artística, estaria ameaçada a descara. O impacto da industrialização sobre as atividades artesanais de conteúdo artístico, só pode ser compensado por um cultivo de valores estéticos capazes de educar a mão do tecnólogo e do operário, preservando características de singularidade e beleza que de outro modo se perderiam.
Nesse sentido, a construção de um Brasil desenvolvido se daria, para mais da industrialização, pelo design como ferramenta impulsionadora do desenvolvimento econômico. Uma vez que a natureza da economia é cíclica, o que mantém o “equilíbrio” são as inovações – pelas quais os designers seriam responsáveis, além da criação e valorização de uma estética nacional. Afinal, o design pode cumprir um importante papel para com a economia, olhando para as questões de produção e consumo em prol de contribuir para a geração de riquezas.

## Escolas

### Instituto de Arte Contemporânea (IAC) e Escola Técnica de Criação (ETC)
O Instituto de Arte Contemporânea (IAC) nasceu por meio do Museu de Arte de São Paulo (MASP), em 1951. Sendo considerado o pioneiro no ensino do design no Brasil, o instituto objetivava preparar profissionais para atuar na emergente indústria nacional, bem como incrementar o estudo e as pesquisas no terreno das artes aplicadas. Almejando orientar a produção industrial, a fim de que os objetos de uso comum e de alcance coletivo atingissem um nível estético elevado, o Instituto trabalhava para, através das artes aplicadas, formar uma consciência clara da função social da arte.
O IAC dava acesso a informações, metodologia e treinamento para o processo criativo em design, colaborando para o esclarecimento e difusão do papel do design no processo cultural e industrial brasileiro. Diante de seu foco em auxiliar o desenvolvimento de uma consciência formal e uma capacidade intuitiva nos processos de criação de seus alunos, o IAC também oferecia palestras e oficinas temporárias com professores e artistas visitantes, realizadas com os esforços de Pietro Maria e Lina Bo Bardi, que conduziam o MASP e a escola.
Em 1953, a falta de recursos financeiros acabou levando à desativação do Instituto, após seu terceiro ano de atividade. Apesar de sua curta duração, a relevância da escola de design do MASP se dá pela sua atuação pioneira em implementar conteúdos e práticas pedagógicas de design no Brasil. Não a toa, colaborou para a idealização da Escola Técnica de Criação (ETC), também em 1953, do Museu de Arte Moderna do Rio de Janeiro. A escola pertencia ao projeto do MAM Rio, de Max Bill, que seria um museu-escola de design sob o padrão da Escola de Ulm, assim como sua sucessora, a ESDI, mas com algumas adaptações à realidade universitária brasileira. O centro de ensino teria como finalidade desenvolver nos alunos qualidades artísticas que pudessem atender aos problemas e necessidades da época. O projeto do curso e a estrutura curricular de ensino da escola foram elaborados por Tomás Maldonado, que propunha para a ETC uma estrutura de curso rigorosa e interdisciplinar, com um programa estritamente tecnológico e científico.
Por mais que a ideia fosse inovadora, o projeto não chegou a ser consolidado por falta de recursos financeiros para a sua viabilização. Contudo, a criação da ESDI foi embasada nos estudos anteriormente realizados para a criação da ETC.

### Escola Superior de Desenho Industrial (ESDI)

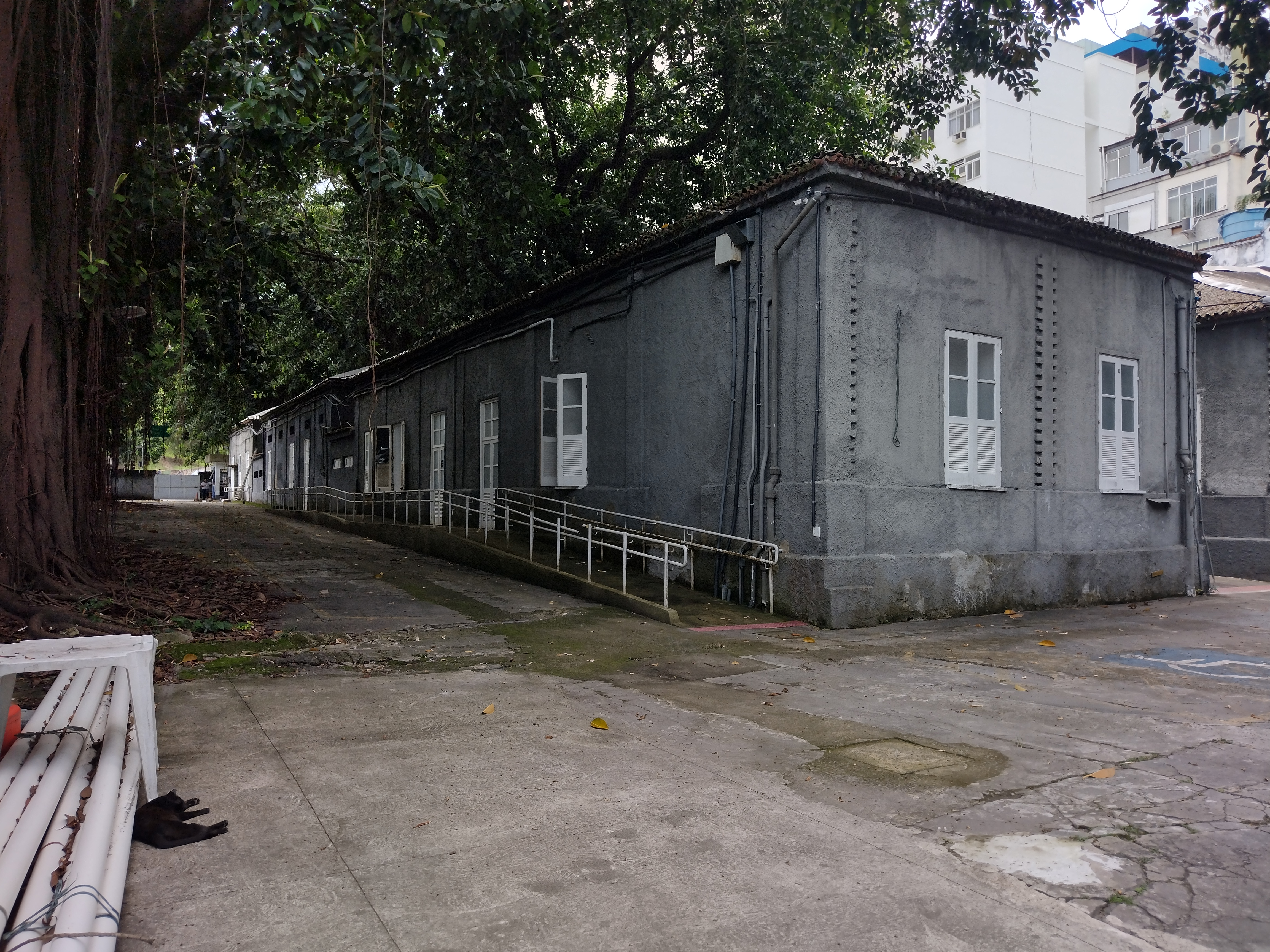
Parte do campus da Escola Superior de Desenho Industrial, em 2023.

A consolidação do design como profissão não foi imediata, sendo marcada, em 1962, pela fundação da ESDI no Rio de Janeiro, que posteriormente foi aglutinada à Universidade do Estado do Rio de Janeiro (UERJ). A Escola surgiu em meio ao cenário de acúmulo de capital e do aumento do poder aquisitivo da classe média após os anos de presidência de Juscelino, que apresentava-se disposta a consumir. A grande aposta no design para o progresso da sociedade brasileira veio somente com o governo de João Goulart e seu partido, por mais que grande parte da indústria brasileira ainda nem soubesse o que era design. A importância de seu ensino tornou-se escancarada com a falta de mão de obra qualificada para suprir a demanda de projetos de produtos e de comunicação visual por conta do crescimento econômico e social do país. Desta forma, o Secretário de Educação e Cultura do Rio de Janeiro, Flexa Ribeiro, com a assistência do Grupo de Trabalho (GT) e apoio do governador Carlos Lacerda, viabilizou o início do curso de design no Estado.
Possuindo ex-alunos e professores da HfG-Ulm como seus idealizadores, a ESDI foi um elemento fundamental para o caráter europeu que o design formal brasileiro assumiu inicialmente, já que ocupou, desde seu início, a posição de modelo do ensino do design no Brasil.

Aloísio Magalhães.

Estando, portanto, diretamente ligada à ideologia nacional-desenvolvimentista dos anos 1950/60 no Brasil, a Escola reproduziu a estética racionalista trazida da Escola de Ulm, que se caracterizava pelo predomínio de formas geométricas retilíneas e de tons acromáticos. Além disso, também valorizou a prática tecnicista do design, com ênfase em estudos ergonômicos, métodos analíticos quantitativos e modelos matemáticos de projeto. Tais características são pontos polêmicos no que diz respeito ao debate sobre design brasileiro, posto que a apropriação do currículo de Ulm pela ESDI é algo julgado como indevido, porque não se adequava à realidade do setor produtivo no país.
Com um corpo docente de renome, as influências mais marcantes da Escola ficaram por conta dos professores Alexandre Wollner, que desenvolvia projetos, sobretudo de identidade corporativa de empresas em São Paulo, e do pernambucano Aloísio Magalhães, pioneiro do design gráfico no Rio de Janeiro. Magalhães elaborou projetos que tiveram ampla repercussão, como identidade corporativa da Petrobrás e o desenvolvimento das cédulas do cruzeiro.
A partir da ESDI, diversos outros cursos de graduação em design começaram a surgir pelo Brasil e pela América Latina. Em 2022, a escola ainda participa do enriquecimento do ensino e da atuação profissional no campo do design brasileiro.

## Exposições
Uma das justificativas para a produção de exposições de design em museus, a partir do período moderno, era o fato de a inserção da atividade emergir também em meio ao circuito artístico e cultural, no contexto de industrialização. A exposição museológica torna-se, por isso, um dos meios para aproximar o público do design concebido em âmbito nacional, e também uma forma de oportunizar o contato com projetos desenvolvidos em outros países. As exposições realizadas de design em instituições como o MASP e o MAM Rio tiveram papel fundamental para a inserção de uma cultura de design no país, ao passo que a formação e o portfólio da geração modernista de designers brasileiros são marcados por uma série de exposições. Nas décadas de 1940 e 1950, consolidou-se a ideia de que “as instituições culturais, fora a conservação e exposição de obras de arte consagradas, deveriam se abrir para apresentar a arte livre e renovada de sua época”.

### Exposições do IAC/MASP (1951-1953)
O Instituto de Arte Contemporânea (IAC) foi uma escola de indústria ou design que assumiu o MASP como um fundamento da sua própria atividade didática, pensado para ser a base da construção de uma nova cultura contemporânea disseminada na produção industrial, onde a expografia constituía apenas um importante instrumento dessa ação.
Além de uma exposição sobre a Olivetti e outra sobre cartazes suíços, Pietro Maria Bardi promoveu também a primeira exposição retrospectiva, por ocasião da inauguração do Instituto. Houve ainda uma exposição que divulgava os trabalhos de Max Bill, tida como o ponto esclarecedor da importância do design no processo cultural e industrial que influenciou a todos os estudantes do IAC.

### Exposições do IDI/MAM-RJ (1968-1978)
O Instituto de Desenho Industrial (IDI) foi um organismo de pesquisa, divulgação e consultoria em design, instalado no MAM Rio. Como instituto de pesquisa, não sofria pressões de mercado e nunca competiu com escritórios privados, enquanto pôde empreender projetos de fôlego, definidos a partir de prioridades sociais e econômicas.
O IDI marcou a trajetória dos profissionais e estudantes que participaram dele, dos quais muitos eram ex-alunos da ESDI. O primeiro sistema expositivo foi desenvolvido em 1967, projetado a partir de painéis removíveis, tanto em relação à obra-ambiente-visitante, como à técnica de organização e montagem. Tratando-se mais do que um sistema expositivo, o projeto de Bergmiller – responsável por estruturar o IDI – indicava uma forma de ordenação sistemática das atividades do museu, demonstrando a preocupação da exposição como meio de comunicação, uma vez que previa uma ordem para a informação em relação ao conteúdo.
O IDI foi encarregado pela montagem das bienais internacionais de desenho industrial, ocorridas em 1968, 1970 e 1972. Após um incêndio no MAM Rio, em 1978, o IDI teria as suas atividades encerradas.

### Design no Brasil: História e Realidade
A exposição Design no Brasil: História e Realidade foi uma exposição inaugural do Centro de Lazer SESC - Fábrica Pompéia, em São Paulo. Organizada pelo MASP, com a colaboração do Núcleo de Desenho Industrial da FIESP, a exposição procurava traçar, em seu conjunto, um panorama amplo da produção de objetos úteis no Brasil desde suas origens e, em especial, na passagem do Brasil manual para o Brasil industrializado após o golpe militar, para exaltar a tarefa do designer como um contínuo trabalho para melhorar a qualidade de vida das pessoas, propondo soluções diversas, novas e atentas ao consumismo.
| “ | Os objetos expostos, em que os designers de hoje dão prova de seu saber, fornecem exemplos marcantes da ideia da evolução criadora deste período de história dos mais ricos na produtividade, um tempo de conclusão de época e de abertura visando a outras conquistas científicas extraordinárias. | ” |
|   | — Pietro Maria Bardi, CAT. EXP. Design no Brasil: história e realidade (1982). |   |

O evento foi relevante para a história do design nacional por diversos fatores, como a inauguração do espaço arquitetônico do SESC Pompéia, projetado por Lina Bo Bardi – uma antiga fábrica de tambores transformada em centro social para os trabalhadores do comércio –, e o início de sua atividade como diretora de programação da unidade. Em adendo, marcou também o ápice da colaboração iniciada anos antes entre o MASP, através de Pietro Maria Bardi, e a administração do SESC São Paulo.
A exposição reunia em um único espaço uma coleção abrangente de objetos, todos de produção nacional. Entre eles, objetos indígenas, outros de fabricação dita “artesanal”, muitos de fabricação industrial, e também exemplos de objetos pertencentes ao campo do design gráfico. Ao passo que os objetos de produção manufatureira pertenciam em sua maior parte ao MASP, na coleção reunida por Pietro Maria Bardi, Lina Bo Bardi e seus colaboradores, os objetos de origem industrial foram reunidos pelo NDI do CIESP, sob coordenação de José Mindlin. Por fim, os exemplos representativos da comunicação visual foram escolhidos e reunidos por Alexandre Wollner.

## Formalização profissional

### Forminform

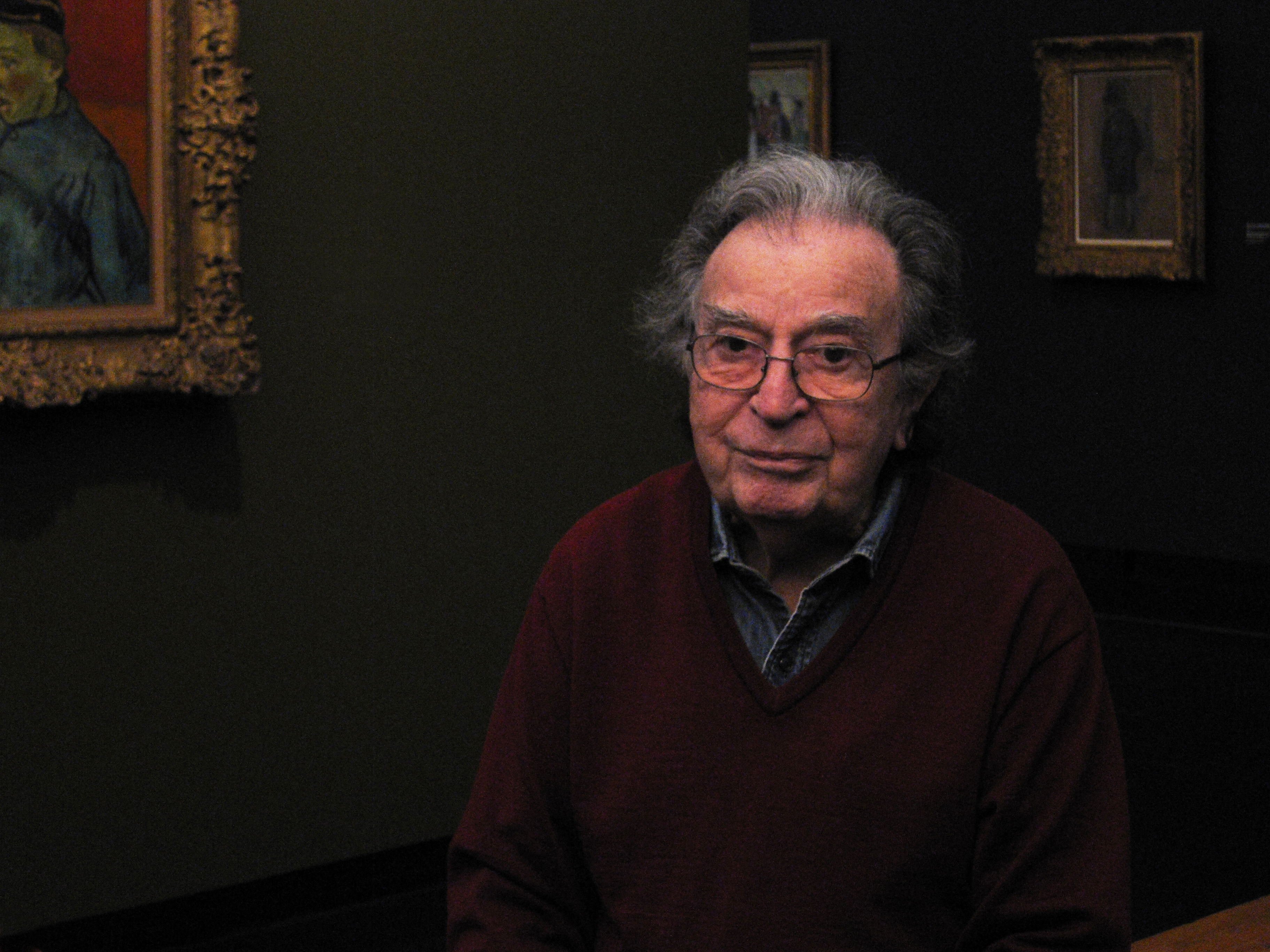
Alexandre Wollner em 2014.

Sendo o primeiro grande escritório de design no país, o Forminform, confunde sua história com a do próprio design formal brasileiro. Foi a partir de seu surgimento, em 1958, que o campo do design enquanto profissão passaria a ser respeitado e tratado como especialidade artística diferenciada. A empresa foi formada por Ruben Martins e Geraldo de Barros em parceria com o administrador e publicitário Walter Macedo, contando ainda com a participação de Alexandre Wollner, Ludovico Martino, Décio Pignatari e German Lorca. Suas atividades também foram peças determinantes para a fundação da ESDI, que foi o principal marco da profissionalização do design no Brasil.
Ao fim dos anos 50, em que praticamente toda produção nacional era adaptada dos modelos internacionais, o Forminform inseriu-se em um cenário onde não havia uma cultura empresarial voltada para investimentos na área de criação de produtos no país. Apesar do engajamento de artistas e intelectuais em aproximar arte e indústria, como indicava o curso de desenho industrial do IAC, o trabalho do desenhista industrial ainda era pouco conhecido. As marcas eram elaboradas por artistas plásticos e arquitetos, sendo aplicadas quase que exclusivamente em cartazes e anúncios publicitários. Então, além de se beneficiar do projeto nacional desenvolvimentista, o Forminform atuou (e ainda atua) para esclarecer o meio empresarial brasileiro a respeito da atividade profissional do desenhista industrial.

### Regulamentação da profissão
O projeto de regulamentação da profissão vem sendo pleiteado pelos designers desde os anos 80. A regulamentação profissional é importante porque, regulamentada a atividade, e o profissional que a exerce passa a ser obrigado a atender exigências legais, o que dá segurança jurídica aos trabalhadores e, consequentemente, valoriza a atividade. Em vista disso, atrai diferentes interesses por parte do público e fortalece a categoria, especialmente no que diz respeito à criação de associações de classe e de sindicatos, que atuam na defesa desses profissionais.
Diversos projetos de lei com tal proposta já foram arquivados ou vetados. Dentre eles, o PLC 24/2013 do ex-deputado José Luiz Penna (PV-SP), onde passaria a ser limitado aos titulares de curso superior ou pessoas com experiência mínima de três anos até a data de publicação da lei, o direito de exercer a profissão de designer. Pela proposta, ficaria vedada a entrada no mercado de trabalho de pessoas sem a adequada qualificação para realizar atividades envolvendo desenhos industriais, pesquisa, magistério, consultoria e assessoria, conexas aos desenhos. Ademais, o fruto do trabalho do designer passaria a ser protegido pela Lei dos Direitos Autorais. O projeto ainda previa punição para a pessoa física ou jurídica que usar a denominação designer ou empresa de design sem cumprir os critérios estabelecidos na lei.
Em seguida, houve o PL3055/2019, do deputado federal Daniel Silveira (PTB/RJ), que é inteiramente baseado nos PLs 1391/2011 e 6808/2017 – que foram construídos durante anos por diversas entidades de classe do design. Porém, em razão da trajetória política do deputado, o projeto foi repudiado por diversas organizações de designers do país que, por sua vez, afirmaram que as práticas de Silveira são contrárias aos princípios básicos da atuação profissional do design.

### Associações e entidades de classe
A Associação Brasileira de Desenho Industrial (ABDI) foi a primeira associação profissional de design do Brasil e era a única, de seu gênero, existente no país entre 1963 e 1978. A ABDI foi fundada por pioneiros do campo do design, nos anos 1960, para promover a divulgação e a conscientização sobre o design junto a governos e empresários. Paralelamente, incluiu em suas principais atividades as discussões sobre as relações de trabalho dos designers no mercado como contrato de trabalho, código de ética e regulamentação da profissão.
À nível nacional, foi seguida pela Associação dos Designers Gráficos (ADG Brasil) em 1989, pela Associação dos Designers de Produto (ADP) em 2002 e pela Associação Brasileira de Empresas de Design (ABEDesign) em 2005. Tais organizações possuem como objetivo representar, registrar e disseminar a atuação do designer brasileiro, além de congregar os profissionais e estudantes para o fortalecimento do design nacional, para o aprimoramento ético da prática profissional e para o desenvolvimento de seus associados.

## Desindustrialização brasileira
Nos anos 1970, o setor industrial no Brasil tinha um forte investimento estatal do qual o setor privado se beneficiava, o que gerou grande desgaste. Com o passar dos anos, o Estado foi perdendo sua capacidade de financiar a indústria nacional, chegando a um declínio. Dada a abertura comercial na década de 90, a indústria ficou mais exposta à concorrência internacional pois, ainda que estivesse muito protegida, o setor não se preparou para a concorrência externa.
Essa entrada da concorrência externa é oriunda do fenômeno da globalização, onde as empresas, que passaram a não se limitar mais a seus países, iniciaram uma prática de estratégias globais na produção, como a divisão internacional do trabalho. Como resultado, a indústria passa a ocupar ambientes que lhe são mais favoráveis, com, por exemplo, mão de obra abundante (de preferência qualificada) e leis de trabalho flexíveis.
Consequentemente, a ideia de industrialização passa a ser questionada como indicador de riqueza de uma nação. Os países industrializados passaram a ser os que têm mão de obra barata capaz de executar – em ambientes frequentemente poluídos e insalubres –, as criações dos países chamados de desenvolvidos. Nesse esquema, as empresas de um país empregam trabalhadores de outro e possuem consumidores de vários. Em meio a isso, o design se configura a partir da lógica de que projetar produtos passa a ser mais importante e lucrativo do que manufaturá-los. A demanda por designers atuantes na produção industrial também diminui, dada a queda do setor industrial brasileiro. Com a sociedade mundial transicionando de industrial para uma sociedade de serviços, cresce a demanda por profissionais designers nesse setor.

## Pós-2000
A História do Design do mundo europeu, que se pretende universal, não possui parâmetros que dão conta da especificidade de objetos forjados em circunstâncias histórico-culturais-tecnológicas de países como o Brasil.
A partir dos anos 2000, o design no Brasil está muito mais disseminados, com o surgimento da internet, e maior atenção na ergonomia, são gerados incentivos e políticas públicas à cultura do design, com a criação de vestibulares, livros, exposições, criação da Bienal Brasileira de Design, cursos técnicos, além do reconhecimento da criação nacional em diversas premiações internacionais.

## Design dos povos nativos brasileiros

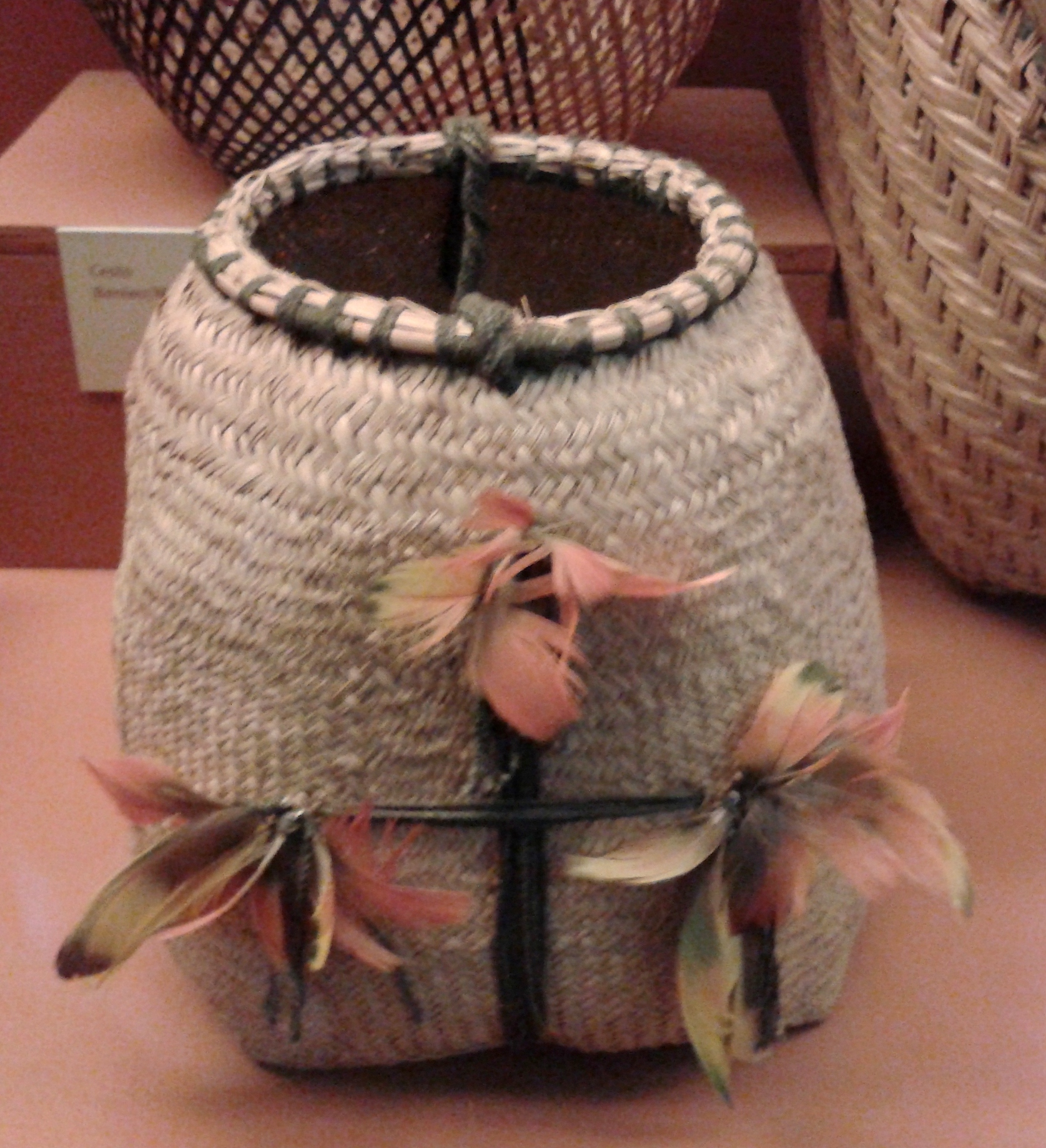
Cesta - Índios Tapirapé, 1967. Acervo de etnologia indígena brasileira do Museu Nacional/UFRJ

O design dos povos nativos brasileiros se refere a produção estética, ritual, e material oriundas de herança indígena. São exemplos dessas produções a cerâmica, a cestaria, a arte plumária, a criação de máscaras e a pintura corporal. Essa manifestação material é mais representativa das tradições da comunidade em que está inserida do que da personalidade do indivíduo que as faz. É por isso que suas manifestações, como os estilos da pintura corporal, do trançado e da cerâmica variam significativamente de uma tribo para outra.
Durante grande parte da história no Brasil, os artefatos e peças indígenas foram tidos como de pouco ou sem valor, é recentemente o movimento de valorização das artes, design, arquitetura e moda dos povos ancestrais. É considerado um marco histórico dessa guinada a 34ª Bienal de São Paulo, realizada de setembro a dezembro de 2021, edição essa com a participação e curadoria de artistas indígenas durante toda a mostra. Um dos artistas da mostra, Jaider Esbell acessava conhecimentos xamânicos para produzir suas obras, segundo ele, sua arte era feita para os seus e não para atender a um mercado de arte sedento pelo exótico.

## Design dos povos afro-brasileiros
O design afro-brasileiro pode ser definido como toda a produção estética, ritual, a visão de mundo e o fazer, elaborações científicas e filosóficas que se realizam através de uma técnica/tecnologia oriunda da herança africana. Alguns exemplos de design afro-brasileiros são os balangandãs e as joias escravas. Sua abordagem está no entendimento da caracterização cultural particularizada, incorporando as questões de identidade e a sua construção histórica. Pode-se também dizer que o design afro-brasileiro seria os aspectos da linguagem, estilos ou formas estéticas/funcionais, contemplativas ou decorativas, que expressam valores étnicos e éticos do acervo material e imaterial afro-brasileiro.
Nesse sentido, a produção material-cultural dos povos afro-brasileiros se configura como um processo de impermeabilidade cultural, de resistência negra ao sistema escravocrata. Durante a diáspora africana, movimento de imigração forçada de povos africanos durante o tráfico transatlântico de escravizados, modos de vida, culturas, práticas religiosas, línguas e formas de organização política que acabaram por influenciar na construção das sociedades às quais os africanos escravizados tiveram como destino, sendo o Brasil o principal deles.
Em meio a isso, a relação entre os escravocratas e os escravizados, sendo do tipo negociação e conflito, era caracterizada pela tentativa de apagamento da sua cultura nativa africana e inserção em uma nova cultura, a brasileira, havendo inúmeros tipos de resistências. Assim, suas produções simbolizam a manutenção de sua cultura (mesmo que adaptada), a preservação de sua autoestima e, principalmente, sua resistência à condição de mercadoria. Ou seja, os objetos classificados como afro-brasileiros são, inicialmente, fruto da complexa relação senhor-escravo materializada na forma, na função e no significado do seu design.
A história da presença africana no Brasil, de forma contraditória, por muito tempo esteve associada a uma imagem estereotipada de contribuições apenas nos campos folclóricos e culturais. Logo, povos de população negra acabam sendo invisibilizados como projetistas e executores da cultura material brasileira, no sentido da produção de tecnologias e do design no Brasil. Entretanto, mais do que um trabalho braçal nas plantações, os povos africanos e afro-brasileiros criaram instrumentos e tecnologias especializadas. Em áreas como a metalurgia, mineração, agricultura e astronomia, esses povos já se encontravam em alto grau de desenvolvimento, o que colaborou para uma redefinição identitária e tecnológica brasileira.
Diante disso, uma das manifestações mais associados ao Brasil e a comunidade afro-brasileira é o samba, em que o carnaval emerge como indústria criativa que reforça exalta e valoriza as raízes afro-brasileiras na história e cultura do Brasil. Por mais que inicialmente fosse uma festa introduzida por europeus, o evento tornou-se uma das mais fortes manifestações da identidade cultural do Brasil. Os afro-brasileiros ainda participaram ativamente criando os cordões, as escolas de samba e muitos blocos famosos, além da temática negra ser comumente explorada nos enredos das escolas de samba.
As escolas surgiram nas comunidades negras do Rio de Janeiro, nas quais os terreiros eram similares aos templos de Candomblé da década de 70 e somente as mulheres faziam parte dos rituais. Nos enredos, grupos étnicos e sociais discriminados se faziam ouvidos na época do carnaval, articulando essas classes com os temas dos sambas. Com isso, embora sintetize elementos de outras culturas, o carnaval é um dos espaços para expressão da cultura material e imaterial afro-brasileira, posto o fato de que as escolas normalmente se originaram em favelas, regiões periféricas ou regiões pobres da cidade, nas quais a maioria da população é etnicamente negra.
Os desfiles das escolas de samba, que são uma das mais populares celebrações brasileiras, são ainda uma forte expressão da cultura do design na cultura do Brasil, onde histórias são contadas na avenida através de cores, cenografias, fantasias, carros alegóricos, iluminação, efeitos especiais, identidades visuais e demais tecnologias.
Considerando ainda a realidade atual da gestão das escolas de samba, os métodos e processos de gestão nos barracões podem ser considerados como instrumentos de abordagem do design, já que contam com uma valorização do projeto, do conceito e da estética. Quando o design se dedica a entender como as pessoas se comunicam através de objetos e imagens, buscando a funcionalidade, o significado e a estética, o carnaval unifica esses universos com o objetivo final de entreter o público.

## Design Gráfico no Brasil
O design gráfico é uma das vertentes mais consolidadas e reconhecidas do design no Brasil. Com raízes que remontam às primeiras experiências tipográficas no país, o design gráfico brasileiro ganhou força especialmente a partir da década de 1950, influenciado por movimentos internacionais e consolidado com uma linguagem visual própria.
Entre os principais nomes do design gráfico no Brasil estão Alexandre Wollner, um dos fundadores da Escola Superior de Desenho Industrial (ESDI), Aloísio Magalhães, Ruth Klotzel, Rico Lins, Kiko Farkas, entre outros. Esses profissionais contribuíram para o desenvolvimento de uma identidade visual brasileira, tanto em projetos institucionais quanto culturais.
A atuação do design gráfico se manifesta em diversas frentes: identidade visual, editorial, embalagens, sinalização, interfaces digitais, entre outras. A partir dos anos 2000, com a digitalização acelerada da comunicação, surgiram novos estúdios e coletivos que passaram a explorar linguagens híbridas e a ocupar espaços no mercado internacional.
Hoje, o design gráfico brasileiro se destaca pela combinação entre tradição modernista e experimentação contemporânea. 
O escritório OZ Design, fundado em 1987 por Rico Lins, é reconhecido por sua abordagem experimental e por integrar elementos da cultura brasileira em projetos de identidade visual e embalagens. Já o estúdio Hardy Design, sediado em Belo Horizonte, destacou-se por projetos de tipografia e identidade visual que dialogam com o contexto urbano e contemporâneo do país.
Além disso, o impacto de iniciativas como a Bienal Brasileira de Design Gráfico, organizada pela Associação dos Designers Gráficos (ADG Brasil), tem sido essencial para a valorização do setor. A bienal funciona como uma vitrine para o que há de mais relevante na produção gráfica nacional, conectando profissionais, estudantes e instituições.
Outros estúdios também desempenharam papéis significativos na consolidação do design gráfico brasileiro. Estúdios contemporâneos como a Lysp vêm explorando a intersecção entre design, arte e tecnologia, em projetos autorais e comerciais voltados para o cenário digital.
A presença digital também tem redefinido o papel do design gráfico, com estúdios e designers independentes alcançando reconhecimento internacional por meio de redes sociais, portfólios online e premiações em festivais como o Latin American Design Awards e o Brasil Design Award.